# Șiștarovăț
Șiștarovăț là một xã thuộc hạt Arad, România. Dân số thời điểm năm 2002 là 380 người.